# Halil Paşa (festő)
Halil Paşa  (Isztambul, 1857 – Isztambul, 1939. augusztus) török impresszionista festő és művésztanár.

## Élete
A családja Rodoszról származott, édesapja, Szelim pedig a Török Katonai Akadémia egyik alapítója volt.
Sok korai nyugati stílusú török művészhez hasonlóan ő is a „Mühendishane-i Berrî-i Hümâyûn” (Katonai Mérnökakadémia), ma Isztambuli Műszaki Egyetemként ismert műszaki rajz- és festőképzőben tanult.
Érettségi után a diákokat rendszerint a katonai iskolák a tanáraikra bízták, de ő ragaszkodott ahhoz, hogy Párizsban folytathassa a tanulmányait. 1880-ban apja végül beleegyezett, így nyolc évig Jean-Léon Gérôme stúdiójában dolgozott.
1889-ben mutatkozott be először az Exposition Universelle-n, és rögtön érmet nyert. Amikor visszament Törökországba, egy katonai iskola tanára lett.
1906-ban megkapta a „Paşa” címet. Két évvel később, országának második alkotmányos korszakának kezdetén azonban úgy döntött, hogy ezredesi rangban nyugdíjba vonul, és magántanár lesz. Később a Sanayi-i Nefise Mekteb-i Alisi (Képzőművészeti és Kézműves Iskola), jelenleg a Mimar Sinan Képzőművészeti Egyetemen tanított, majd 1917 és 1918 között az igazgatója volt.
Tanítványai közé tartozott Müfide Kadri, aki Törökország első női művésztanára lett.
A török függetlenségi háború idején Abbász Hilmi pasa, az egykori (és utolsó) kedive meghívására Egyiptomba ment.  Később hosszú ideig a kedive nagyrészt kihasználatlan isztambuli kastélyának vendége volt, és kialakított ott egy stúdiót.

## Képgaléria

### Az isztambuli Sakıp Sabancı Múzeumból

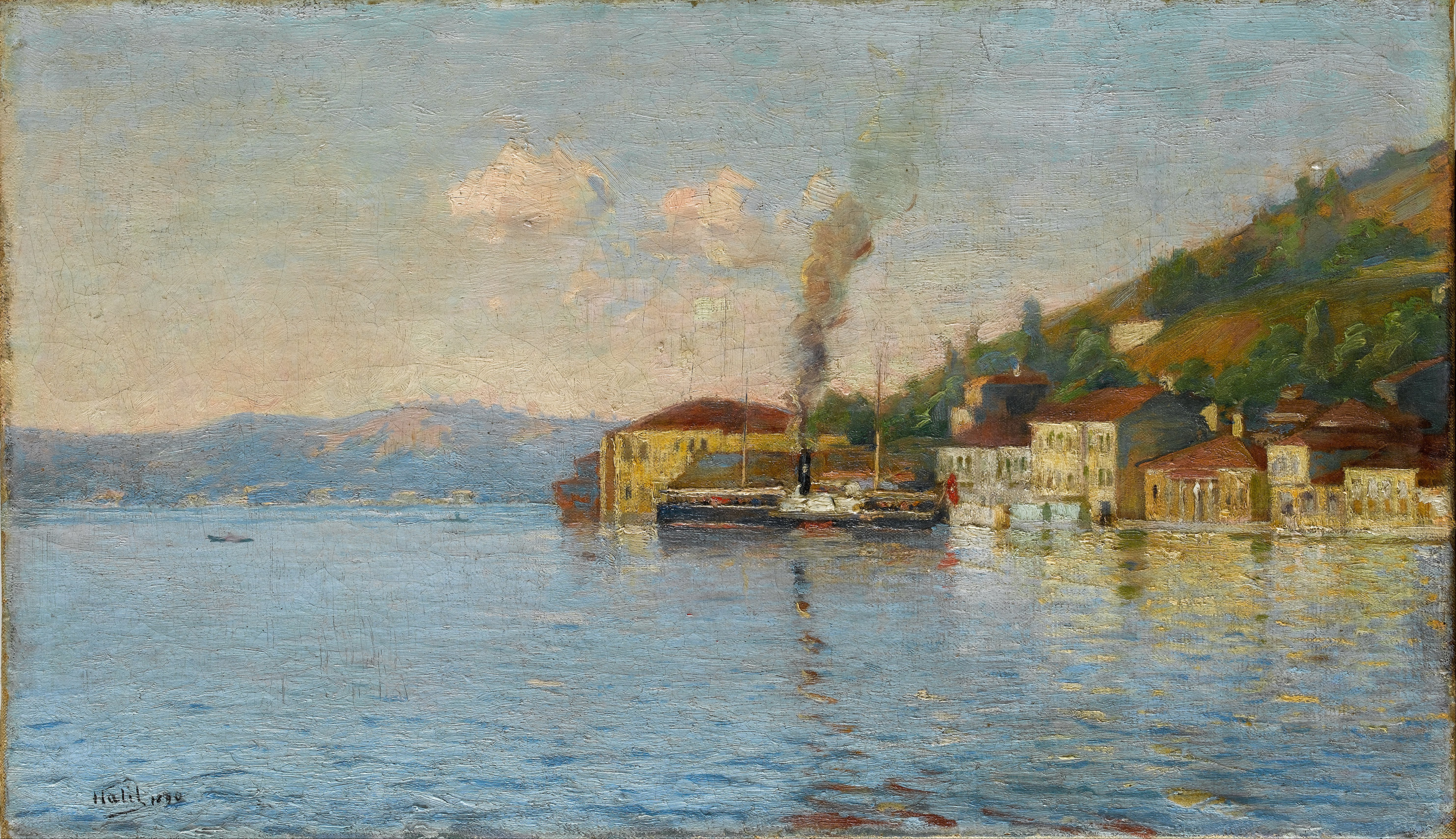
Komp a Boszporuszon (1890)
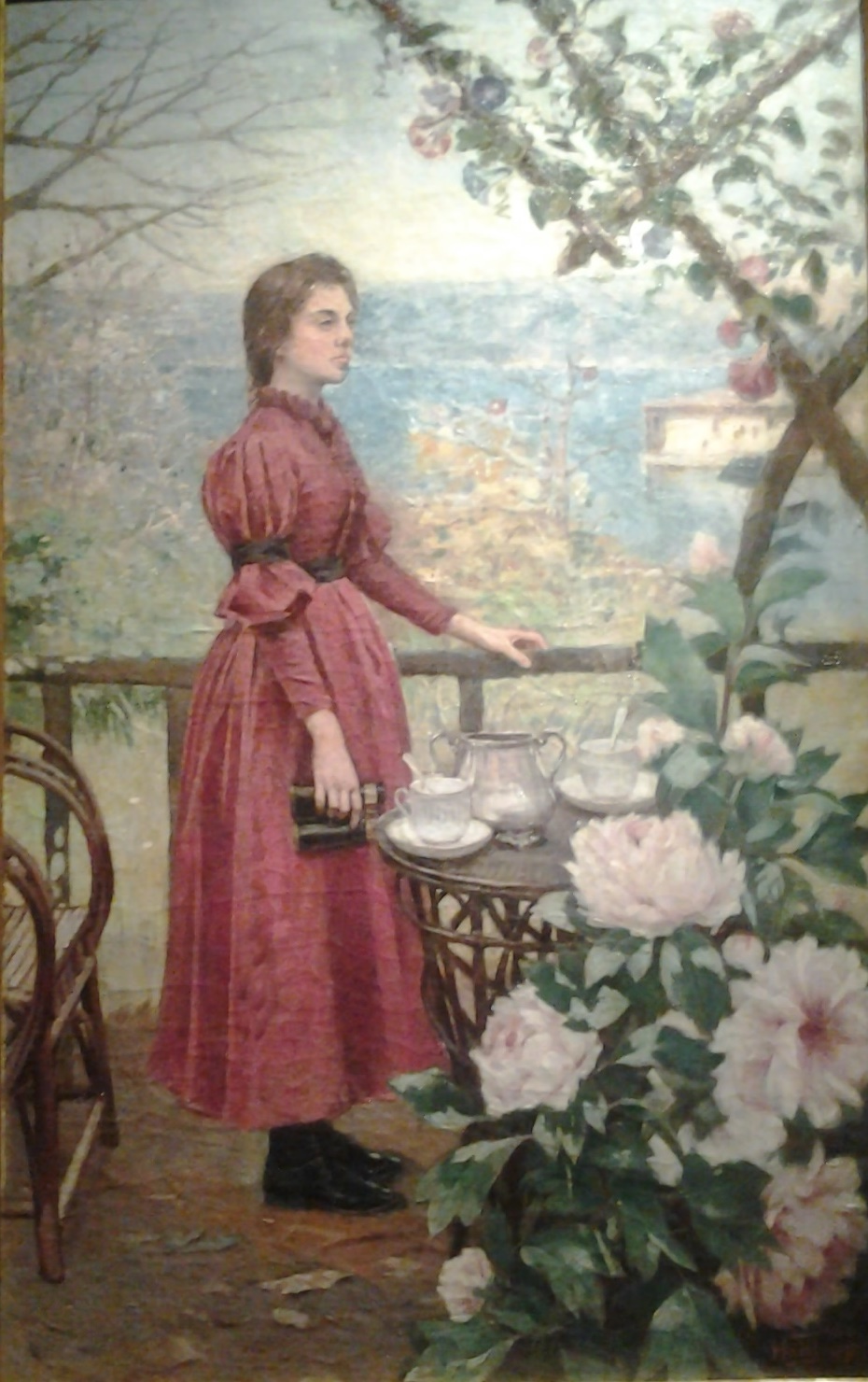
Nő pünkösdi rózsával (1898)
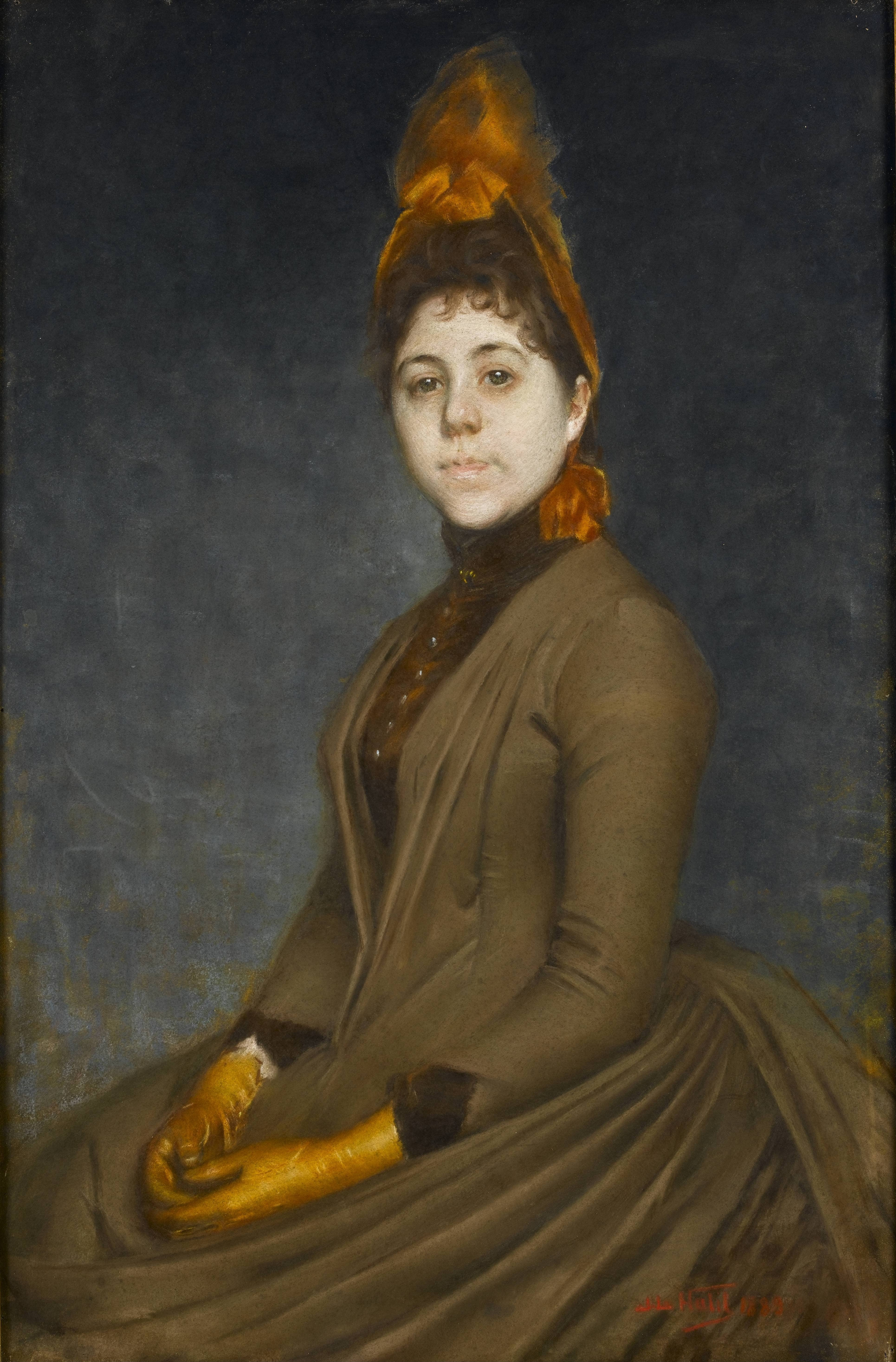
Madam X portréja (1899)
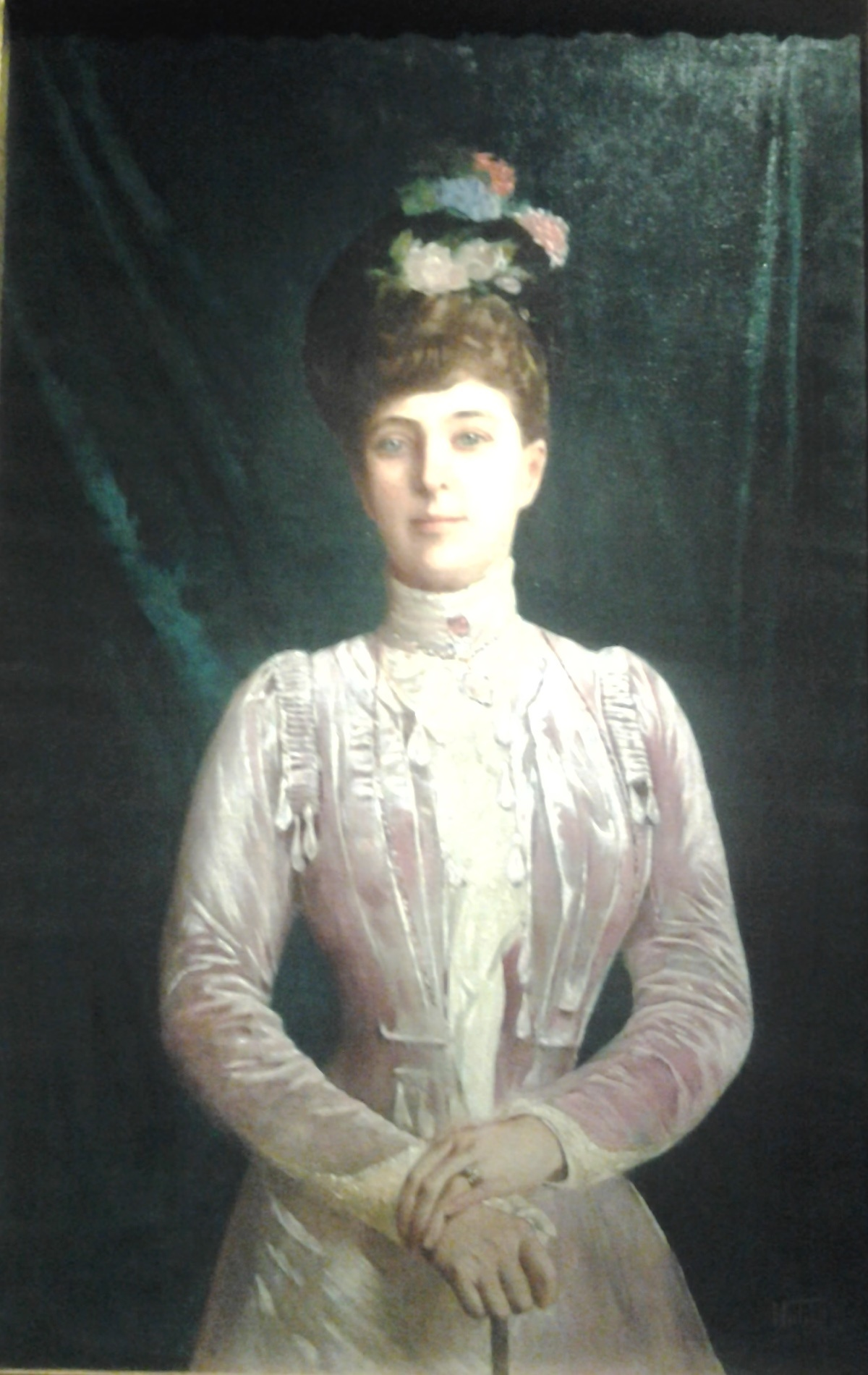
Hölgy rózsaszínben (1904)
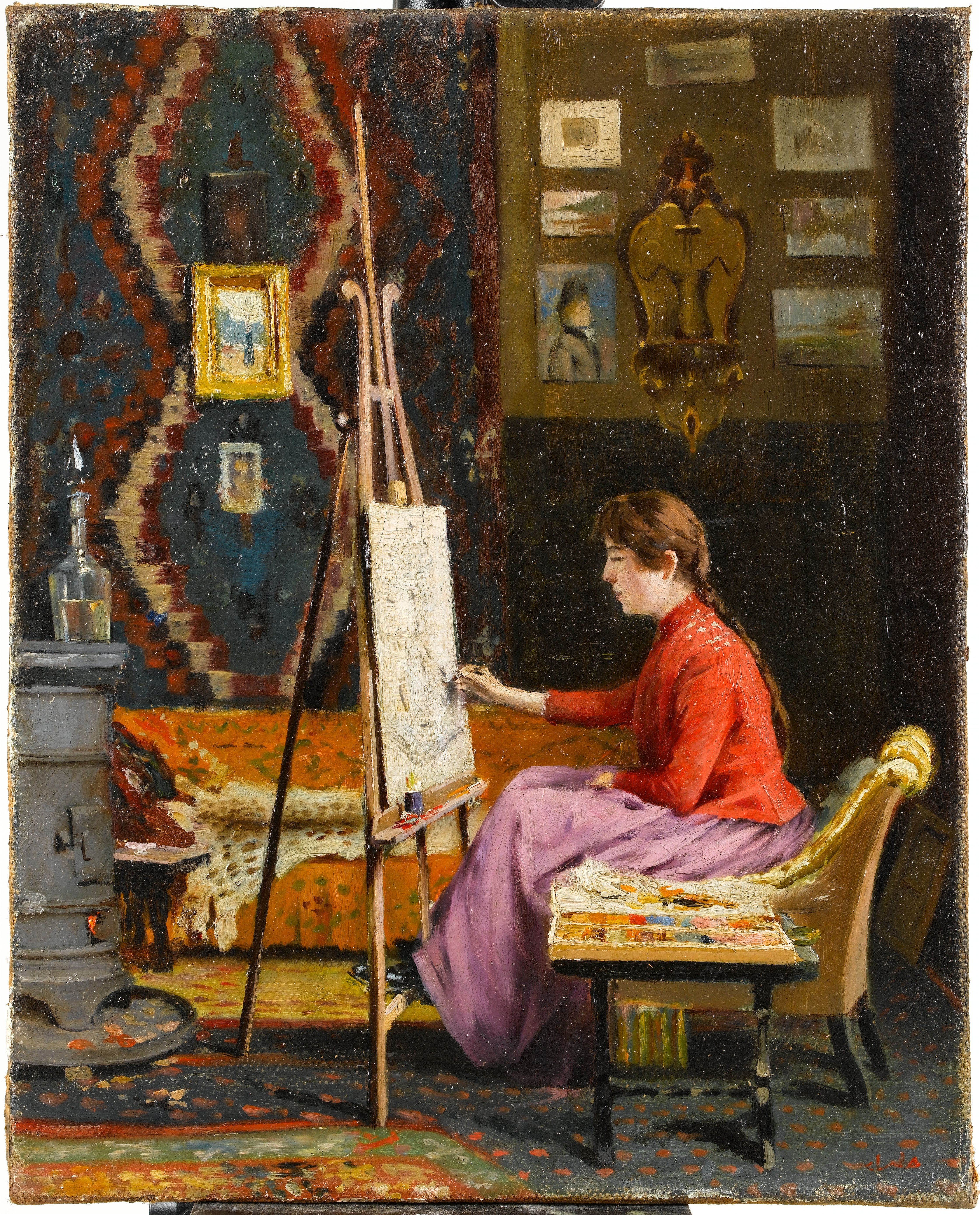
A festő lány és műterme (1939)

## Fordítás
- Ez a szócikk részben vagy egészben  a   Halil Pasha (painter) című angol Wikipédia-szócikk ezen változatának fordításán alapul.  Az eredeti cikk szerkesztőit annak laptörténete sorolja fel. Ez a jelzés csupán a megfogalmazás eredetét és a szerzői jogokat jelzi, nem szolgál a cikkben szereplő információk forrásmegjelöléseként.